# پرونده ایپکرس

تصویر اولین چاپ (چاپ اول هودر و استاتن) رمان.

پرونده ایپکرس (انگلیسی: The IPCRESS File) رمانی در گونه جاسوسی اثر لن دیتون است که در ۱۹۶۲ منتشر شد. این اثر، اولین رمان نویسنده است. در سال ۱۹۶۵، از روی آن،اقتباسی سینمایی به کارگردانی سیدنی جی. فیوری ساخته شد. رمان، به شستشوی مغزی در جریان جنگ سرد می‌پردازد و شامل صحنه‌هایی در جزیره‌ای مرجانی در لبنان است که در آن‌جا، آزمایش جنگ‌افزار هسته‌ای توسط ایالات متحده آمریکا صورت گرفته و همین‌طور به جو-۱، اولین بمب اتمی اتحاد جماهیر سوسیالیستی شوروی می‌پردازد که البته، در نسخه سینمایی دیده نمی‌شوند.